# 韓庭芑
韓庭芑（1619年—1689年），字燕翼，山東省濟南府青城縣（今山東省淄博市高青縣）人，清朝政治人物。韓太素之子。

## 生平
順治三年，鄉試中舉。順治九年（1652年）壬辰科進士，改內翰林宏文院庶吉士。順治十一年，任工科給事中、分巡河西道。順治十二年，任陝西按察使司僉事、河東兵備道。順治十五年，任湖廣布政使司參議、分守下湖南道、分巡瓊州道。康熙九年，任江西督糧道。康熙二十一年，任天津海防道、山東按察司副使。
有子韓逢庶、韓逢庥，孫韓中吉、韓牧吉、韓澤吉、韓津吉。女婿張安吉、于豸繡、李祚之。